# SG BBM Bietigheim
Maillots
Dernière mise à jour : 16 juillet 2024.
Le SG BBM Bietigheim  est un club allemand de handball de Bietigheim-Bissingen, une ville située l'arrondissement de Ludwigsbourg et le district de Stuttgart dans le Bade-Wurtemberg.
Fondé en 1997, le club a la particularité de posséder deux équipes féminine et masculine de très haut niveau puisque les femmes ont remporté leur sixième championnat d'Allemagne en 2025 et ont atteint la finale de la Ligue des champions (C1) en 2024 tandis que les hommes évoluent pour la troisième fois en Bundesliga pour la saison 2024-2025.

## Historique
Le club a été fondé en 1997 par la fusion du TSV Bietigheim et du TV Metterzimmern pour former le SG Bietigheim-Metterzimmern.
En juillet 2007, la fusion a été élargie au troisième club de la ville de Bietigheim-Bissingen, le SpVgg Bissingen, initialement uniquement avec la section masculine et puis un an plus tard également avec la section féminine. Le club prend alors le nom de SG BBM Bietigheim, Spielgemeinschaft Bietigheim-Bissingen-Metterzimmern en version longue.

## Section féminine

### Historique
La section féminine a rejoint l'élite nationale en 2013.
À l'issue de la saison 2016-2017, la section féminine du club est sacrée championne d'Allemagne pour la première fois de son histoire.
À compter de la saison 2024-2025, la section est renommée HB Ludwigsburg et dispute ses matchs à Louisbourg. Avant la saison 2025-2026, le club, en proie à d'importants difficultés financières, libère toutes ses joueuses. puis est exclu de la Supercoupe d'Allemagne et de la Ligue des champions,.

### Palmarès
Compétitions internationales
- Ligue des champions (C1)
  - finaliste en 2024
- Ligue européenne (C3)
  - vainqueur (1) : 2022
  - finaliste en 2017

Compétitions nationales
- championnat d'Allemagne

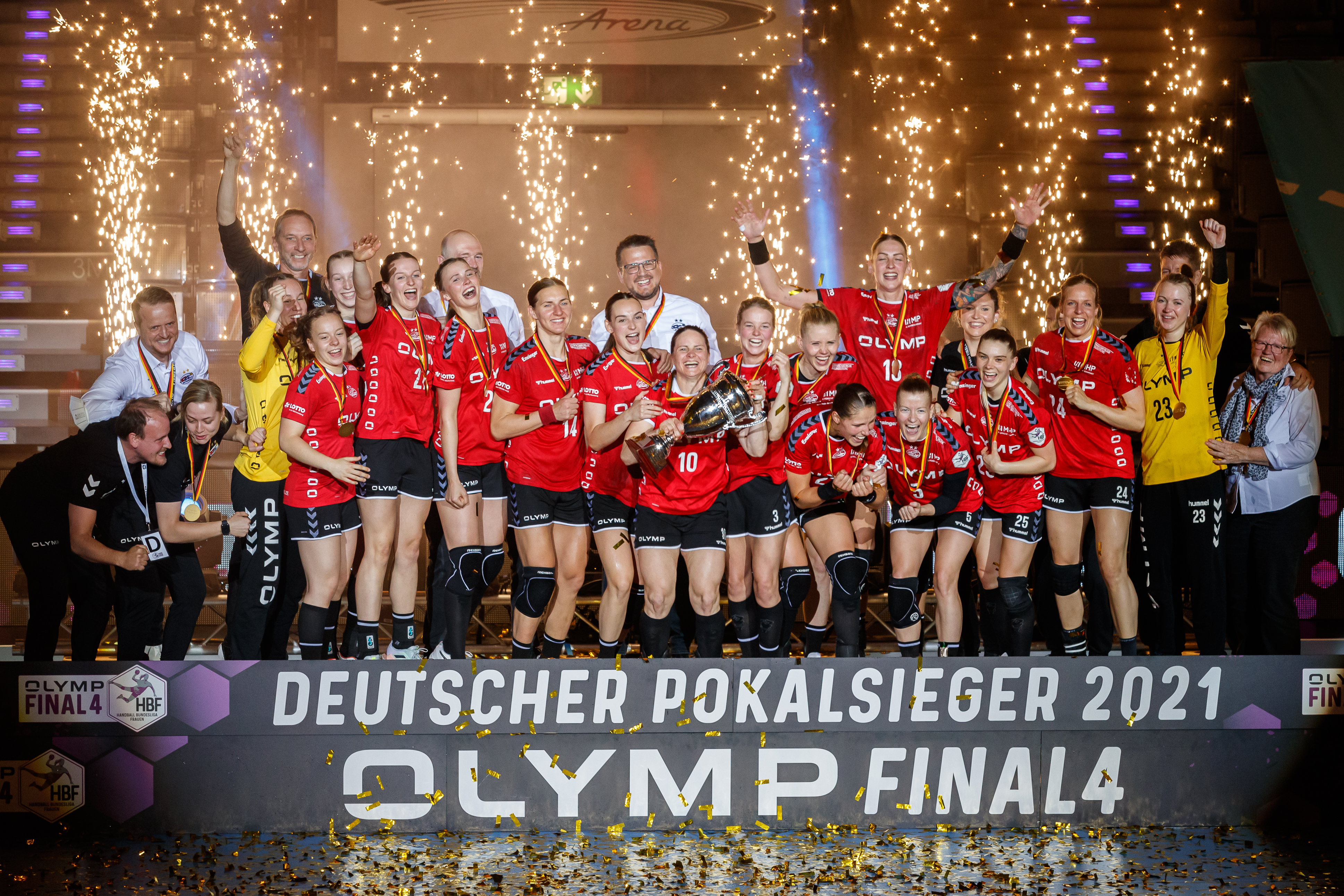
Lors de la victoire en coupe d'Allemagne en 2021

  - vainqueur (6) : 2017, 2019, 2022, 2023, 2024, 2025
  - Deuxième (3) : 2018, 2020, 2021
- Coupe d'Allemagne
  - vainqueur (4) : 2021, 2022, 2023, 2025
- Supercoupe d'Allemagne
  - vainqueur (4) : 2017, 2019, 2021, 2022, 2024
- championnat d'Allemagne de Division 2
  - vainqueur (1) : 2013

### Parcours par saison
| Saison                      | Division          | Rang                 | Europe                                       |
| --------------------------- | ----------------- | -------------------- | -------------------------------------------- |
| 2009/10                     | 2. Bundesliga Süd | 4e                   | non qualifié                                 |
| 2010/11                     | 1. Bundesliga     | 12e                  | non qualifié                                 |
| 2011/12                     | 2. Bundesliga     | 4e                   | non qualifié                                 |
| 2012/13                     | 2. Bundesliga     | 1er                  | non qualifié                                 |
| 2013/14                     | 1. Bundesliga     | 9e                   | non qualifié                                 |
| 2014/15                     | Bundesliga        | 9e                   | non qualifié                                 |
| 2015/16                     | Bundesliga        | 4e                   | non qualifié                                 |
| 2016/17                     | Bundesliga        | Champion             | C3 : finaliste                               |
| 2017/18                     | Bundesliga        | 2e                   | C1 : tour principal                          |
| 2018/19                     | Bundesliga        | Champion             | C1 : tour préliminaire C3 : phase de groupes |
| 2019/20                     | Bundesliga        | 2e                   | C1 : tour préliminaire C3 : phase de groupes |
| 2020/21                     | Bundesliga        | 2e                   | C1 : 1/8 de finale                           |
| 2021/22                     | Bundesliga        | Champion             | C3 : Vainqueur                               |
| 2022/23                     | Bundesliga        | Champion             | C1 : phase de groupes                        |
| 2023/24                     | Bundesliga        | Champion             | C1 : finaliste                               |
| En tant que HB Ludwigsbourg |                   |                      |                                              |
| 2024/25                     | 1. Bundesliga     | Champion             | C1 : Quart de finale                         |
| 2025/26                     | 1. Bundesliga     | présence à confirmer | C1 : exclu                                   |

### Effectif
L'effectif pour la saison 2024-25 est :
| Gardiennes de but - 01 Johanna Bundsen - 13 Nicole Roth - 28 Sarah Nørklit Lønborg[Pas dans la source] Ailières gauches - 05 Antje Döll - 67 Veronika Malá Ailières droites - 30 Jenny Behrend - 48 Dorottya Faluvégi Pivots - 04 Kaba Gassama - 20 Sofia Hvenfelt | Arrières gauches - 22 Xenia Smits - 45 Noémi Háfra - 33 Guro Nestaker Demi-centres - 14 Karolina Kudłacz-Gloc - 02 Mareike Thomaier Arrières droites - 07 Viola Leuchter - 19 Anne With Johansen |

Les transferts pour la saison 2024-25 sont :
| Arrivées - Mareike Thomaier, demi-centre, en provenance de Bayer Leverkusen - Viola Leuchter, arrière droite, en provenance de Bayer Leverkusen - Guro Nestaker, arrière gauche, en provenance de Storhamar HE - Noémi Háfra, arrière gauche, prêtée par le Győri ETO KC - Johanna Bundsen, gardienne de but, en provenance de IK Sävehof - Nicole Roth, gardienne de but, en provenance de Thüringer HC | Départs - Klara Birtić, arrière droite, destination inconnue - Inger Smits, demi-centre, à destination de CSM Bucarest - Kelly Dulfer, arrière gauche, à destination de Győri ETO KC - Isabelle Andersson, arrière gauche, destination inconnue - Danick Snelder, pivot, destination inconnue - Melinda Szikora, gardienne de but, à destination de Chambray Touraine Handball - Gabriela Moreschi, gardienne de but, à destination de CSM Bucarest |

### Anciennes joueuses
Parmi les joueuses ayant évolué au club, on trouve :
- Paule Baudouin : de 2015 à 2016
- Fabiana Diniz : de 2015 à 2016
- Kelly Dulfer : de 2021 à 2024
- Dinah Eckerle : de 2018 à 2020
- Isabelle Jongenelen : de 2014 à 2015
- Anna Loerper : de 2018 à 2021
- Angela Malestein : de 2014 à 2020
- Gabriela Moreschi (en) : de 2021 à 2024
- Nina Müller : de 2015 à 2018
- Susann Müller : de 2015 à 2018
- Kim Naidzinavicius : de 2016 à 2021
- Charris Rozemalen : de 2017 à 2019
- Luisa Schulze : d'octobre 2016 à 2022
- Martine Smeets : de 2015 à 2018
- Inger Smits : de 2021 à 2024
- Laura van der Heijden : de 2018 à 2020
- Maura Visser : de 2015 à 2020
- Tess Wester : de 2015 à 2018
- Fie Woller : de 2016 à 2020
- Hanna Yttereng : de 2014 à 2017

## Section masculine

### Histoire
En 2005, la section masculine réussit à monter en 2.Bundesliga Süd.
La première saison du SG Bietigheim-Metterzimmern est assez difficile avec une dix-septième place lors de la saison 2005-2006, soit premier non relégable. Mise à part cette première saison dans ce championnat, le SG Bietigheim-Metterzimmern se classa par après en première partie du classement avec deux septième place en 2007, année où le TV Metterzimmern pris part à cette fusion et donc le club changea de nom et fut rebaptisé par le SG BBM Bietigheim.
Mais par après, les résultats du club progressèrent modérément avec une quatrième place en 2009, une sixième place en 2010, une cinquième place en 2011, une neuvième place en 2012 et une nouvelle quatrième place en 2013
En 2014, le club termine troisième de la 2.Bundesliga, ce qui n'est normalement pas synonyme de montée en 1.Bundesliga. Mais à cause d'un problème de licence du HSV Hambourg qui se voit être relégué en 2.Bundesliga, Bietigheim  est alors promu avec les deux premiers de cette division dans le plus prestigieux championnat au monde. Finalement, le HSV Hambourg arrive à trouver l'argent pour la licence et est réintégré en 1.Bundesliga. Du fait de ce changement tardif, l’accession du SG BBM Bietigheim n’est pas remise en cause et le championnat 2014-2015 se dispute à 19 clubs.

### Parcours depuis 2004
| Saison    | Niveau | Division         | Place | Coupe d'Allemagne  |
| --------- | ------ | ---------------- | ----- | ------------------ |
| 2004–2005 | 3      | Regionalliga Süd | 1     | Deuxième tour      |
| 2005–2006 | 2      | 2.Bundesliga Süd | 17    | Deuxième tour      |
| 2006–2007 | 2      | 2.Bundesliga Süd | 7     | Deuxième tour      |
| 2007–2008 | 2      | 2.Bundesliga Süd | 7     | Premier tour       |
| 2008–2009 | 2      | 2.Bundesliga Süd | 4     | Troisième tour     |
| 2009–2010 | 2      | 2.Bundesliga Süd | 6     | Troisième tour     |
| 2010–2011 | 2      | 2.Bundesliga Süd | 5     | Troisième tour     |
| 2011–2012 | 2      | 2.Bundesliga     | 9     | Premier tour       |
| 2012–2013 | 2      | 2.Bundesliga     | 4     | Premier tour       |
| 2013–2014 | 1      | 2.Bundesliga     | 3     | Deuxième tour      |
| 2014–2015 | 1      | 1.Bundesliga     | 19    | Deuxième tour      |
| 2015–2016 | 2      | 2.Bundesliga     | 9     | Premier tour       |
| 2016–2017 | 2      | 2.Bundesliga     | 5     | Huitième de finale |
| 2017–2018 | 2      | 2.Bundesliga     | 2     | Premier tour       |
| 2018–2019 | 1      | 1.Bundesliga     | 18    | Premier tour       |
| 2019–2020 | 2      | 2.Bundesliga     | 3     | ?                  |
| 2020–2021 | 2      | 2.Bundesliga     | 8     | ?                  |
| 2021–2022 | 2      | 2.Bundesliga     | 6     | ?                  |
| 2022–2023 | 2      | 2.Bundesliga     | 5     | ?                  |
| 2023–2024 | 2      | 2.Bundesliga     | 2     | ?                  |
| 2024–2025 | 1      | Bundesliga       | 17    | deuxième tour      |

### Anciens joueurs
Parmi les joueurs ayant évolué au club, on trouve :
- Gerdas Babarskas : de 2015 à 2018
- / Paco Barthe : de 2012 à ?
- Christian Heuberger : de 2005 à 2015
- Michael Kraus : de 2019 à 2020
- Rok Praznik : de nov. 2014 à 2015
- Darko Stanić : de nov. 2014 à mars 2015

## Infrastructure
Le club évolue à la Arena Ludwigsburg qui a une capacité de 5325 places.